# دانیل عابد خلیفه

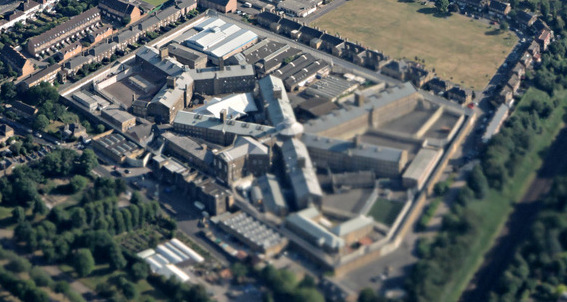
HMP Wandsworth، زندانی که خلیف در آن نگهداری می‌شدتاریخ:۶ سپتامبر ۲۰۲۳

در ژانویه ۲۰۲۲، دانیل خلیفه، یک سرباز ارتش بریتانیا، ظاهراً یک وسیله انفجاری جعلی را روی میز خود گذاشت، به‌طور غیرقانونی به اطلاعات شخصی سربازان انگلیسی دسترسی داشت و آن اطلاعات و سایر اسناد طبقه‌بندی شده را با مخاطبان در ایران به اشتراک گذاشت. او به دلیل نقض قانون اسرار رسمی دستگیر شد و در انتظار اتهامات قرار گرفت. در ژانویه ۲۰۲۳، او قبل از دستگیری و بازداشت مجدد فرار کرد. در می ۲۰۲۳ از ارتش مرخص شد.
در ۶ سپتامبر ۲۰۲۳، خلیفه از زندان اچ ام واندرزورث در لندن فرار کرد و تلاش کرد با یک مخاطب ایرانی ارتباط برقرار کند. این فرار باعث جستجوی پلیس سراسری و تأخیر در مراکز اصلی حمل و نقل شد. پس از سه روز فرار، او توسط پلیس متروپولیتن در نزدیکی نورثولت، لندن بزرگ دستگیر شد.
در نوامبر ۲۰۲۴، خلیف به اتهام جاسوسی برای ایران مجرم شناخته شد.
در۶ سپتامبر۲۰۲۳، خلیفه از زندان  اچ ام واندرزورث در لندن فرار کرد و تلاش کرد با یک مخاطب ایرانی ارتباط برقرار کند. این فرار باعث جستجوی پلیس سراسری و تأخیر در مراکز اصلی حمل و نقل شد. پس از سه روز فرار، او توسط پلیس متروپولیتن در نزدیکی نورثولت، لندن بزرگ دستگیر شد. در نوامبر ۲۰۲۴، خلیفه به اتهام جاسوسی برای ایران مجرم شناخته شد.

## پیشینه دانیل خلیفه
دانیل عابد خلیفه در ۲۷ سپتامبر ۲۰۰۱ در لندن به دنیا آمد.مادرش در ایران به دنیا آمد.مدتی در محله سلطنتی کینگستون بر تیمز زندگی کرداو در مدرسه تدینگتون، یک مدرسه جامع در تدینگتون، لندن بزرگ، که یک دونده با استعداد بود، شرکت کرد. او در سال ۲۰۱۸ مدرسه را ترک کرد.خلیفه در سال ۲۰۱۸ یا ۲۰۱۹ به ارتش پیوست.او یک مهندس شبکه بود که با سپاه سلطنتی سیگنال‌ها خدمت می‌کرد،و در بیکن پادگان، استافورد مستقر بود.

## اتهامات اولیه و حبس
در سپتامبر ۲۰۱۸، بلافاصله پس از پیوستن به ارتش، خلیفه با یک مأمور اطلاعاتی ایران تماس گرفت، اگرچه او ادعا کرد که به MI6 گفته است که می‌خواهد یک مأمور مضاعف شود این توسط دادستان به عنوان یک «بازی بدبینانه» تلقی می‌شود. او همچنین از طریق فیس بوک با یک مرد مرتبط با سپاه پاسداران انقلاب اسلامی (سپاه پاسداران انقلاب اسلامی) تماس گرفت و روابط بیشتری با دیگر مخاطبان ایرانی برقرار کرد. خلیفه در طول خدمت سربازی خود، از فهرستی شامل اسامی ۱۵ سرباز، از جمله برخی از اعضای ویژه خدمات هوایی ویژه (SAS) و سرویس ویژه قایق (SBS) عکس گرفت. تماس گرفت و بعداً مکاتبات را حذف کرد. خلیفه این ادعاها را رد کرد او همچنین «مجموعه بسیار بزرگی از مطالب محدود و طبقه‌بندی شده» را جمع‌آوری کرد و به نظر می‌رسد حداقل دو سند طبقه‌بندی شده را برای ایران ارسال کرده است که یکی از آنها حاوی اطلاعات هواپیماهای بدون سرنشین و دیگری در مورد «اطلاعات، نظارت و شناسایی» است. در سند جعلی خلیفه برای ایرانیان آمده بود که دولت بریتانیا از مذاکره برای آزادی نازنین زاغری امتناع ورزید و در نتیجه او را به خطر انداخت. زاغری سرانجام پس از پرداخت بدهی ادعایی ۴۰۰ میلیون پوندی بریتانیا که به دهه ۱۹۷۰ بازمی‌گردد، آزاد شد. خلیفه پولی از ایرانیان برای اطلاعاتی که به آنها می‌داد دریافت کرد، و مستند شد که ۲۰۰۰ دلار آمریکا (۱۵۰۰پوند) برای او در یک کیسه پوک سگ در پارکی در شمال لندن جمع‌آوری کرده بود.در ۶ ژانویه ۲۰۲۲، خلیفه به ظن نقض قانون اسرار رسمی دستگیر شد و به وثیقه سپرده شد و اجازه داده شد به پایگاه ارتش خود بازگردد.
او در۲ ژانویه ۲۰۲۳ فرار کرد، اما سه هفته بعد دستگیر شد و به جرایم تروریستی و مواد منفجره متهم شد و به زندان اچ ام واندزورث، یک زندان مردانه رده بی، محبوس شد تا منتظر محاکمه‌اش باشد.جرایم مربوط به دو حادثه در استافوردشایر، یکی در اوت ۲۰۲۱ و دیگری در ژانویه ۲۰۲۳ است.خلیفه در۷فوریه ۲۰۲۳در دادگاه وست مینستر حاضر شد، جایی که جزئیات اتهامات بیان شد، از جمله اینکه او در ۱ ژانویه ۲۰۲۳قوطی‌های سیمی را در وزارت دفاع استافورد به قصد «القای این باور به دیگری که احتمال انفجار یا مشتعل شدن کالا وجود دارد» و اینکه او به اداره مشترک پرسنل برای استخراج اطلاعات شخصی سربازان دسترسی داشته است. تا اطلاعات شخصی در مورد سربازان را استخراج کند که در مورد سربازان «احتمالاً برای افرادی که مرتکب یا آماده کننده یک عمل تروریستی هستند» در سال ۲۰۲۱ مفید است.» در سال ۲۰۲۱این جرایم به ترتیب مغایر با بخش ۵۱قانون کیفری ۱۹۷۷و برخلاف بخش ۵۸الف قانون تروریسم ۲۰۰بوداو در ماه مه ۲۰۲۳به دنبال اتهامات مربوط به تروریسم و نقض قانون اسرار رسمی از ارتش اخراج شد.
در ۲۱ ژوئیه ۲۰۲۳، خلیفه در دادگاه ظاهر شد و نسبت به اتهامات مربوط به قانون اسرار رسمی و قانون تروریسم اعتراف کرد که بیگناه است. محاکمه او قرار بود در ۱۳ نوامبر ۲۰۲۳ آغاز شود.

## فرار و جست و جوی پلیس

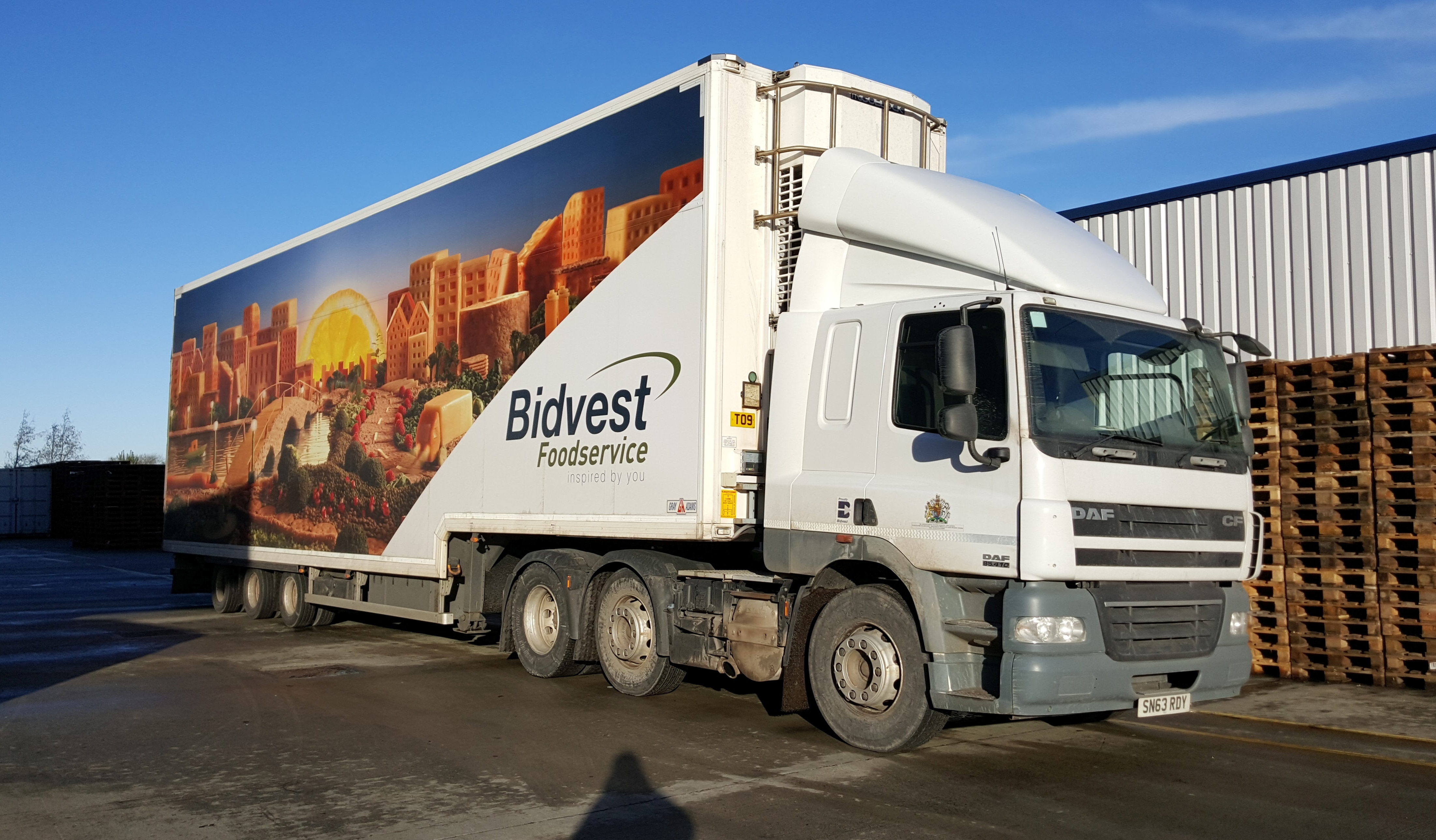
یک کامیون تحویل غذای بیدفود مشابه آنچه در فرار استفاده شده است

در ۶ سپتامبر ۲۰۲۳ خلیفه از زندان اچ ام واندرزورث در جنوب غربی لندن که در بازداشت به سر می‌برد، فرار کرد.گفته می‌شود که او در آشپزخانه زندان کار می‌کرد و لباس آشپزی متشکل از یک تی‌شرت سفید، شلوار چهارخانه‌ای قرمز و سفید و چکمه‌های کلاهک استیل قهوه‌ای به تن داشت. پلیس متروپولیتن (مت) بر این باور است که خلیفه با بستن خود به قسمت زیرین یک ون حمل غذا با استفاده از ماده‌ای که «از ملحفه‌هایی با گیره‌هایی در انتهای آن ساخته شده بود» فرار کرد. خود را به زیر یک ون حمل غذ می‌بست. فرار کرد. یک وسیله نقلیه مواد غذایی ساعت ۷:۳۰صبح از زندان خارج شده بود و برنامه‌های اضطراری برای یک «زندانی بی حساب» در ساعت ۷:۵۰ صبح فعال شد که شامل تعطیلی زندان و اطلاع‌رسانی به پلیس می‌شد. در ساعت ۸:۳۷ صبح، پلیس ون مواد غذایی را در شرق پوتنی متوقف کرد و تسمه‌ای را که احتمالاً از ملحفه‌های تخت ساخته شده بود، در زیر خودرو کشف کرد.
فرار خلیفه باعث جست و جوی پلیس و بررسی‌های امنیتی بیشتر در فرودگاه‌ها و بندرهای بریتانیا شد. در طول شب ۷ تا ۸ سپتامبر، پارک ریچموند، بزرگ‌ترین پارک در لندن بزرگ، بسته شد در حالی که متا به جستجو پرداخت. این شامل استفاده از هلیکوپترهایی با فناوری مادون قرمز برای جستجوی گرمای بدن بود. Met گفت که ۱۵۰ افسر علاوه بر پلیس سایر نیروها و اعضای نیروی مرزی در جست و جو شرکت کردند. از ۸ سپتامبر، جایزه ای تا ۲۰۰۰۰ پوند برای اطلاعاتی که منجر به دستگیری خلیفه شود، ارائه شد.
در ساعت ۵ بعدازظهر ۸ سپتامبر، پلیس مشاهده خلیفه در جنوب غربی لندن در صبح روز فرار تأیید کرد. آنها گفتند که مردی مطابق با توصیف خلیفه در حال دور شدن از ون بیدفود در نزدیکی میدان واندزورث اندکی پس از فرار دیده شد. مرد سپس به سمت مرکز شهر واندزورث رفت.

## گرفتن و اتهامات بعدی
در صبح روز ۹ سپتامبر ۲۰۲۳، پلیس متروپولیتن گزارش داد که خلیف یک شبه در منطقه چیسویک لندن رؤیت شده است.
به یک افسر لباس شخصی اطلاع داده شد که خلیفه در مسیر یدک‌کش کانال گراند یونیون در نزدیکی جاده رودل در نورثولت سوار بر دوچرخه دیده شده است. افسر حضور یافت، تیزر خود را کشید و به خلیفه گفت که از دوچرخه پیاده شود. خلیفه در ساعت ۱۰:۴۱ صبح به ظن فرار غیرقانونی و فرار از بازداشت قانونی،تقریباً ۱۴ مایل (۲۳ کیلومتر) از زندان واندزورث دستگیر شد.در دست او یک تلفن همراه و یک کیف حاوی پول و رسید بود که نشان می‌داد او لباس و اعتباری برای تلفن همراه خریداری کرده است که از آن برای پیام‌رسانی به یک مخاطب ایرانی استفاده می‌کرده و به سادگی می‌گوید «منتظر می‌مانم».
در ۱۰ سپتامبر، پلیس متروپولیتن تأیید کرد که خلیفه به دلیل فرار از بازداشت قانونی در رابطه با فرار از اچ ام پی واندرزورث متهم شده است. او در ۱۱ سپتامبر در دادگاه وست مینستر ظاهر شد، جایی که او تا ۲۹ سپتامبر در بازداشتگاه قرار گرفت، زمانی که او در دادگاه ظاهر شود. پس از جلسه، او از دادگاه به زندان رده A بلمارش منتقل شد. در ۲۱ سپتامبر خلیفه از طریق پیوند ویدئویی از زندان بلمارش در دادگاه حاضر شد و به خاطر فرار از بازداشت قانونی خود را بی گناه دانست.